# Římskokatolická farnost Vrbice
Římskokatolická farnost Vrbice je územním společenstvím římských katolíků kutnohorsko-poděbradského vikariátu královéhradecké diecéze.

## O farnosti

### Historie
Plebánie ve Vrbici je poprvé doložena v roce 1305. Tehdy zdejší beneficium zpravidla drželi kněží, kteří reálně působili jinde (vrbický nominální duchovní správce je například doložen jako oltářník v Praze ve svatovítském katedrálním kostele) a ve Vrbici nechávali místo sebe působit zastupující kněze, tzv. střídníky, kterým poskytovali část výnosu farního beneficia na živobytí. Tato zvláštní praxe byla velmi rozšířena ve středověkých Čechách až do husitských válek. Vrbický kostel si dlouho uchovával původní gotickou podobu, avšak v roce 1887 vyhořel. Následně bylo rozhodnuto o jeho zboření a o rok později byl položen základní kámen pro nový kostel v novorománském stylu. Ten byl dokončen v roce 1891 a roku 1892 byl tehdejším královéhradeckým biskupem Edvardem Janem Brynychem slavnostně vysvěcen. Nový kostel převzal zasvěcení svatému Havlu po svém gotickém předchůdci, někdy je ale rovněž uváděno zasvěcení Nanebevzetí Panny Marie. 
V roce 1900 byl vysvěcen nový kostel, zasvěcený svatým Cyrilu a Metoději v přifařené Opočnici. Původní ideou stavebníků bylo přenesení farnosti z Vrbice do Opočnice. Vrbičtí nechtěli připustit, aby jejich obec byla snížena na pouhou filiálku a opočničtí se kvůli těmto dohadům dostali do sporu i s tehdejším poděbradským proboštem, ThDr. Leopoldem Kotrbelcem. Kotrbelec byl paradoxně původně příznivcem osamostatnění Opočnice coby farnosti, po konfliktu s osadníky se ale zasadil o to, že farní osadou nakonec zůstala Vrbice. Spory vrbických a opočnických nakonec urovnal královéhradecký biskup Brynych tím, že finančně přispěl na stavbu opočnického kostelíka, čímž se situace v obci poněkud uklidnila. V roce 1964 byl opočnický kostelík nově zařízen - byl do něj přenesen původní oltář ze zrušené zámecké kaple v Rožďalovicích.

### Současnost
Farnost je spravována ex currendo z Poděbrad.
| Kostel                       | Místo               | Bohoslužba                          | Bohoslužba                                                  | Poznámka        |
| ---------------------------- | ------------------- | ----------------------------------- | ----------------------------------------------------------- | --------------- |
| Kostel sv. Cyrila a Metoděje | Opočnice            | 1. a 3. neděle v měsíci             | 8.00 (střídá se Mše sv. a bohoslužba slova)                 | filiální kostel |
| Kostel sv. Bartoloměje       | Podmoky             | neslouží se pravidelně              | neslouží se pravidelně                                      | filiální kostel |
| Kaple                        | Vlkov pod Oškobrhem | neslouží se pravidelně              | neslouží se pravidelně                                      | obecní kaple    |
| Kostel sv. Havla             | Vrbice              | 2., 4. a 5. neděle v měsíci čtvrtek | 8.00 (střídá se Mše sv. a bohoslužba slova) 15.30 (Mše sv.) | farní kostel    |